# مجموعه مناره و مسجد قدیمی رامشه
مجموعه مناره و مسجد قدیمی مربوط به دوره صفوی و دوره قاجار است و در شهرستان اصفهان، بخش جرقویه علیا، دهستان رامشه، روستای رامشه، محله توده واقع شده و این اثر در تاریخ ۱۵ دی ۱۳۸۷ با شمارهٔ ثبت ۲۴۰۱۹ به‌عنوان یکی از آثار ملی ایران به ثبت رسیده است.